# Flotte Teens und heiße Jeans
Flotte Teens und heiße Jeans (Originaltitel: La liceale) ist eine italienische Erotikkomödie aus dem Jahr 1975 unter der Regie von Michele Massimo Tarantini. Mit dem Film kam Hauptdarstellerin Gloria Guida Mitte der 1970er Jahre zu größerer Bekanntheit. In einer Nebenrolle agiert hier die spätere Pornodarstellerin und Politikerin Ilona Staller. Die deutschsprachige Erstaufführung erfolgte am 10. Februar 1978.
Die Inszenierung, die nicht den großen Klamauk der späteren Produktionen aufweist, bildet den Auftakt einer bekannten Sexklamotten-Filmreihe. Es folgte 1978 Flotte Teens jetzt ohne Jeans. Obwohl die Serie offiziell nur fünf Beiträge enthält, wurde die Filmreihe in Deutschland um weitere thematisch verwandte Produktionen erweitert.

## Handlung
Die freizügige Abiturientin Loredana verdreht mit ihren weiblichen Reizen der gesamten männlichen Schüler- und Lehrerschaft den Kopf, obgleich sie bisher keine sexuellen Erfahrungen hat. Die überforderten Pädagogen haben es mit der gesamten pubertierenden Abschlussklasse nicht gerade leicht. Sie sind alltäglich neuen Streichen ausgesetzt, an denen natürlich auch Klassenschönheit Loredana beteiligt ist.
Eines Tages stößt US-Amerikaner Gianni aus einer fernen High School in die italienische Abiturientenklasse. Loredana umgarnt sofort den smarten Neuankömmling, der ebenso Gefallen an ihr findet. In der Folge beginnt die junge Frau ein seltsames Spiel voller Unstimmigkeiten und Verwicklungen. Loredana und Gianni kommen sich schließlich näher. Als der jugendliche Rowdy seine Angebetete, die sich ihre Jungfräulichkeit aufheben möchte, zum Beischlaf drängt, bricht die zarte Romanze allerdings unweigerlich auseinander.
Später wird die Abiturientin dem zurückhaltenden und wohlhabenden Dr. Marco vorstellig, einem 29-jährigen Geschäftspartner des Vaters. Die attraktive Schülerin erliegt dem Charme des Junggesellen und verliebt sich letztendlich in ihn. Die Zuneigung des älteren Dr. Marcos – Loredanas Freundin Monica bandelt ebenfalls mit älteren, reichen Männern an – weckt im jugendlichen Verehrer Gianni Eifersüchteleien. Dr. Marco, der im Übrigen verheiratet ist und Kinder hat, verlässt jedoch bald seine Geliebte und beendet so die skandalöse Liaison. Ihrer großen Liebe beraubt, flüchtet Loredana am Ende des Films wieder in die Arme des verbitterten Gianni.

## Kritik
„Sex und Klamauk wie gewohnt“, meint das Lexikon des internationalen Films. P. Mérigeau bemängelte, der Regisseur „begnüge sich damit, zweideutige Situationen zusammenzustellen, gebe aber wenigstens nicht vor, etwas Interessanteres machen zu wollen“.
Am 28. November 2014 wurde der Film im Rahmen der Tele-5-Reihe Die schlechtesten Filme aller Zeiten gezeigt.